# 서홍찬
서홍찬(徐洪燦, 생년 미상 ~ )은 조선민주주의인민공화국의 군인 겸 정치인이다. 조선로동당 중앙위원회 위원이다.

## 경력
2009년 4월 최고인민회의 제12기 대의원에 선임되면서 대외적으로 알려지기 시작했고, 2013년 5월과 9월에 인민군 중장과 상장에 올랐다. 같은해 11월, 인민무력부 제1부부장을 거쳐 2015년 11월 리을설 장례식에서 국가장의위원회 위원을 맡았다.
2016년 5월, 조선로동당 제7차 대회에서 조선로동당 중앙위원회 위원으로 선출되었고, 9월에 인민무력성 제1부상에 올랐다.
2017년 4월 15일, 조선인민군 최고사령관 명령 제00136호를 통해 조선인민군 육군 대장으로 진급하였다.